# Melina Mercouri

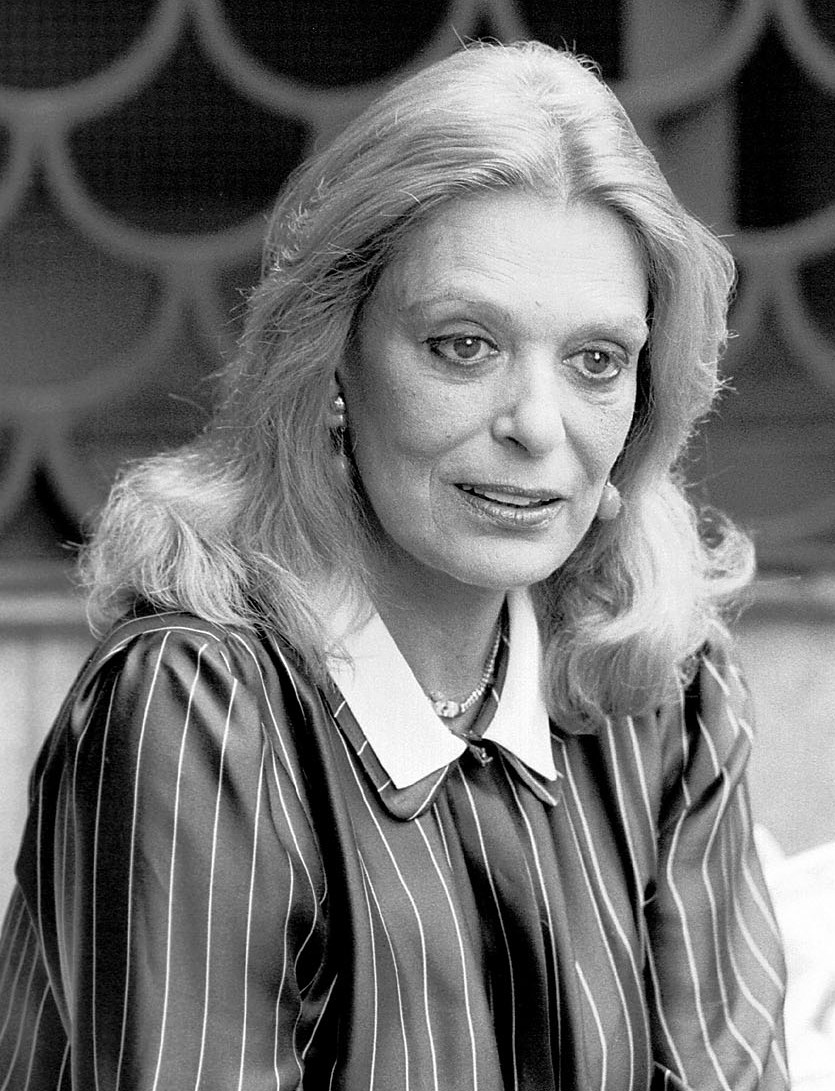
Melina Mercouri in Stockholm (1982)

Melina Mercouri (griechisch Μελίνα Μερκούρη; * 18. Oktober 1920 in Athen als Maria Amalia Merkouri; † 6. März 1994 in New York City) war eine griechische Schauspielerin, Sängerin und Politikerin.

## Leben

### Herkunft und Anfänge
Maria Amalia Mercouri, genannt Melina, entstammte einer großbürgerlichen Athener Familie. Ihr Großvater Spyros Merkouris war 30 Jahre lang gewähltes Stadtoberhaupt Athens. Ihr Vater Stamatis Merkouris war Abgeordneter im griechischen Parlament und kurze Zeit griechischer Innenminister. Nach der Trennung ihrer Eltern lebte Melina Mercouri beim Großvater, der ihren Wunsch ablehnte, Schauspielerin zu werden. Nach ihrem Abitur heiratete sie 1939 den Geschäftsmann Pan Charakopos, ging zur Schauspielschule und begann am griechischen Nationaltheater in Athen mit kleineren Auftritten. Sie debütierte 1944 in einem avantgardistischen Stück von Alexis Solomos. Einige Kritiker behaupteten, Mercouri sei „zu jung, zu groß, zu blond, ungeschickt, talentlos“. 1949 ging sie nach dem Scheitern ihrer Ehe nach Paris, kehrte aber bald nach Griechenland zurück.

### Künstlerische Karriere
Ihre Laufbahn als Filmschauspielerin begann 1955 unter der Regie von Michalis Kakogiannis mit dem Film Stella, der den Preis der amerikanischen Filmkritik für den besten ausländischen Film des Jahres erhielt. Bei den Internationalen Filmfestspielen von Cannes, wo Stella im Wettbewerb um die erstmals vergebene Goldene Palme lief, lernte Mercouri 1955 den Regisseur Jules Dassin kennen, den sie 1966 heiratete. Im Jahr 1956 spielte sie unter seiner Regie in Der Mann, der sterben muß.
Dem internationalen Publikum wurde Mercouri 1960 durch Dassins Filmkomödie Sonntags… nie! bekannt, in der sie die lebenslustige Dirne Ilya spielte. Für diese Rolle gewann sie 1960 den Darstellerpreis der 13. Filmfestspiele von Cannes und erhielt eine Nominierung für den Oscar als beste Hauptdarstellerin. Das von Mercouri gesungene Titellied Ta pedia tou Pirea, komponiert von Manos Hadjidakis, wurde bei der Oscar-Verleihung 1961 zum besten Filmsong gekürt.
Der Welterfolg von Sonntags… nie! eröffnete Mercouri den Weg zu weiteren großen Produktionen. Erfolge feierte sie auch mit den Filmen Phaedra (1962), zu dem Mikis Theodorakis die Musik schrieb, Topkapi (1964), Heißes Pflaster Chicago (1969) und Versprechen in der Dämmerung (1970). Die Rolle der Illya aus Sonntags… nie! spielte sie 1967/1968 auch in dem Broadway-Musical Illya Darling.

### Politische Tätigkeit
Während der Militärdiktatur in Griechenland (1967 bis 1974) lebte Mercouri mit ihrem Ehemann Jules Dassin in Frankreich. Nachdem sie öffentlich gegen das Regime Stellung bezogen hatte, wurde ihr die griechische Staatsbürgerschaft aberkannt; der damit verbundene Verlust des Reisepasses erschwerte die für ihre künstlerische Tätigkeit erforderlichen Auslandsreisen. Auf die Ausbürgerung reagierte Mercouri selbstbewusst: „Ich bin als Griechin geboren und werde als Griechin sterben. Herr Pattakos ist als Faschist geboren. Er wird als Faschist sterben.“ Ihrer 1971 erschienenen Autobiografie gab sie den Titel Ich bin als Griechin geboren. Melina Mercouri machte ihre Kritik an der Militärdiktatur auch auf Tourneen, die sie als Sängerin in viele Länder führten, deutlich.
Nach der Wiedererrichtung der Demokratie in Griechenland am 24. Juli 1974 kehrten Mercouri und Dassin dorthin zurück. 1977 wurde Mercouri erstmals als Abgeordnete der sozialistischen PASOK-Partei in das griechische Parlament gewählt. Damit endete ihre Schauspiellaufbahn; ihren letzten Film drehte sie 1978 mit Dassins Traum einer Leidenschaft.
Im Oktober 1981 holte sie der neugewählte griechische Ministerpräsident Andreas Papandreou als Kulturministerin in sein Kabinett. Dieses Amt bekleidete sie von 1981 bis 1989 und erneut 1993/1994. Auf Mercouris Initiative geht die Einrichtung der Kulturhauptstadt Europas zurück. Auch setzte sie sich für die bis heute nicht erfolgte Rückführung des Parthenon-Frieses vom British Museum nach Griechenland ein.
Im Jahr 1989 wurde Mercouri, die bereits als Elfjährige mit dem Rauchen begonnen hatte, erstmals wegen Lungenkrebs operiert. Im Jahr darauf kandidierte sie noch für das Amt des Athener Bürgermeisters, verlor die Wahl jedoch knapp gegen Antonis Tritsis. Am 6. März 1994 starb Melina Mercouri nach einer Operation im Memorial Sloan Kettering Cancer Center in New York. Ihre letzte Ruhestätte fand sie auf dem Ersten Athener Friedhof.

## Nachleben
Jules Dassin gründete nach dem Tod seiner Ehefrau die Melina-Mercouri-Stiftung, die das Andenken und die Visionen der Schauspielerin und Politikerin lebendig hält. An ihr kulturpolitisches Engagement erinnert der seit Ende der 1990er Jahre verliehene Melina-Mercouri-Preis für die Bewahrung von Kulturlandschaften. Dassin starb am 31. März 2008 in Athen und wurde an der Seite Melina Mercouris beigesetzt.
Das griechische Kultusministerium ernannte ihren Todestag, den 6. März, zum Tag der Erinnerung an Melina Mercouri. Ihr zu Ehren sind an diesem Tag alle öffentlichen Museen und archäologischen Stätten in Griechenland eintrittsfrei.

## Werk

### Filmografie (Auswahl)
- 1955: Stella

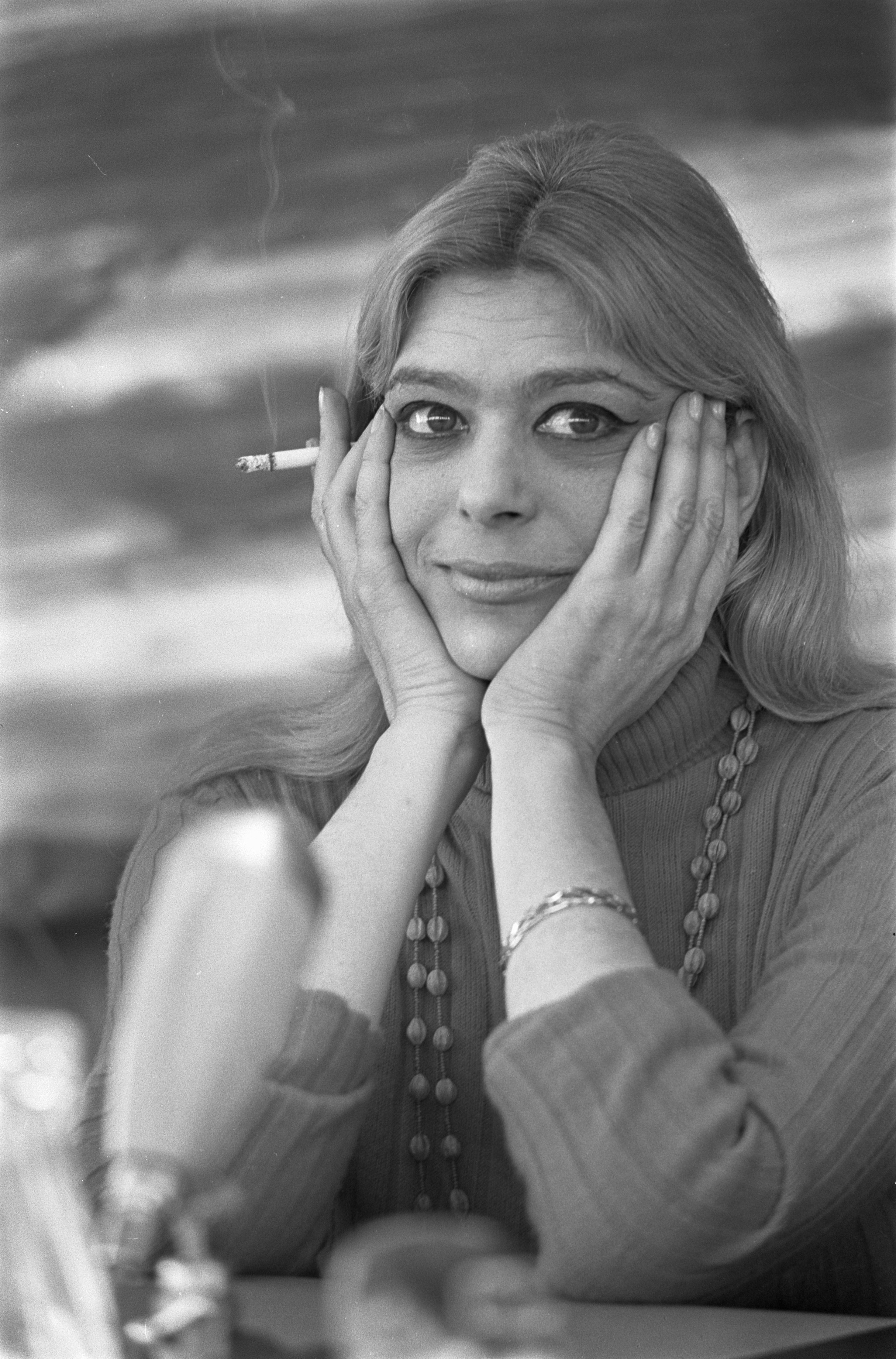
Melina Mercouri (1968)

- 1957: Der Mann, der sterben muß (Celui qui doit mourir)
- 1957: Dämon Weib (The Gypsy and the Gentleman)
- 1958: Wo der heiße Wind weht (La loi)
- 1960: Sonntags… nie! (Pote tin kyriaki)
- 1961: Das Bett des Königs (Vive Henri IV, vive l’amour)
- 1961: Das Jüngste Gericht findet nicht statt (Il giudizio universale)
- 1961: Phaedra
- 1963: Die Sieger (The Victors)
- 1964: Topkapi
- 1965: Das erste Erotikal der Welt (Canzoni nel mondo)
- 1965: Die Versuchung heißt Jenny (Los pianos mecánicos)
- 1965: Willkommen, Mister B. (A Man Could Get Killed)
- 1966: Halb elf in einer Sommernacht (10:30 P.M. Summer)
- 1969: Gaily, Gaily
- 1970: Versprechen in der Dämmerung (Promise at Dawn)
- 1975: Einmal ist nicht genug (Once Is Not Enough)
- 1977: Eine beispiellose Affäre (Nasty Habits)
- 1978: Traum einer Leidenschaft (A Dream of Passion)

### Diskografie (Auswahl)

#### Alben
- Melina Mercouri singt Chansons (Polydor)
- Melina Mercouri singt in griechischer Sprache (Polydor)
- melina (Polydor)
- 1973: mélina  – L’oeillet rouge (Polydor)
- Si Melina… (Polydor)
- Je suis grecque – griechische Lieder in französischer Sprache – (Polydor)

#### Singles
- 1960: Ein Schiff wird kommen (Polydor)
- Les enfants du Pirée (Heliodor)
- Le métèque – O metikos
- Phaedra (His Master’s Voice)

### Publikation
- Ich bin als Griechin geboren. Blanvalet, Berlin 1971 (Originaltitel: I was born Greek, übersetzt von Ada Klein), ISBN 3-7645-3816-3 (Autobiografie: 1974 als rororo-Taschenbuch 1729, ISBN 3-499-11729-0).